# Enrique Monsonís
Enrique Monsonís Domingo, né à Borriana (province de Castellón) le 28 juin 1931 et mort le 7 octobre 2011, est un commerçant et homme politique espagnol de la Communauté valencienne.

## Biographie
Fils d'un exportateur d'agrumes, il s'installe jeune en Allemagne, où il fonde sa propre chaîne de magasins dénommée Hispal. Il milite au sein du Parti libéral-démocrate, occupe différentes charges politiques et est président de la chambre de commerce de Francfort-sur-le-Main.
De retour en Espagne, il participe à la Fédération de partis démocrates et libéraux de Joaquín Garrigues Walker, l'un des composants de la coalition à l'origine de l'Union du centre démocratique. Lors de cette étape il est conseiller du vice-président du gouvernement Fernando Abril Martorell.
En avril 1978 il est nommé conseiller à l'Agriculture du Conseil du Pays valencien, organe pré-autonomique antécédent de la généralité valencienne, charge qu'il occupe jusqu'en juin 1979, où il est nommé conseiller à l'Économie et au Budget, à l'Intérieur, à l'Emploi, aux Travaux publics, à l'Urbanisme et au Tourisme.
Après la démission du socialiste Josep Lluís Albiñana, à l'origine du retrait des conseillers socialistes, qui s'étaient trouvés en minorité au sein du Conseil, il prend sa place de président du Conseil. Après l’approbation du Statut d'autonomie de la Communauté valencienne, il préside la généralité nouvellement constituée jusqu'à la prise de fonction du premier président élu, le socialiste Joan Lerma.
Il est député au Congrès à la législature constituante de 1977 (1977-1979) et en 1979 (1979-1982). En 1983 il intègre le Parti démocrate libéral d'Antonio Garrigues Walker.
Il rejoint ensuite le parti régionaliste Union valencienne (UV). Il est désigné représentant de ce parti au numéro 3 de la liste électorale de Coalición Europea aux Élections européennes de 1999, qui obtient deux sièges qu'occuperont alternativement les représentants des différents partis de la coalition. Monsonís siège au Parlement européen entre 2003 et 2004, succédant à Isidoro Sánchez de Coalición Canaria (rattaché au Parti de l'Alliance des libéraux et des démocrates pour l'Europe). En 2004 il s'oppose à un pacte entre UV et le Parti populaire.